# Slovensko na Letních olympijských hrách 2004
Slovensko na Letních olympijských hrách 2004 reprezentovalo 64 (48 mužů a 16 žen) sportovců.
- Nejmladší účastník Slovenské republiky: veslování Lukáš Babač (19 let, 149 dní)
- Nejstarší účastník Slovenské republiky: kanoista Peter Paks (37 let, 79 dní)

## Medaile
| Medaile | Jméno                                                      | Sport             | Disciplína     |
| ------- | ---------------------------------------------------------- | ----------------- | -------------- |
| Zlato   | Elena Kaliská                                              | Kanoistika        | K1 slalom      |
| Zlato   | Pavol Hochschorner Peter Hochschorner                      | Kanoistika        | C2 slalom      |
| Stříbro | Jozef Krnáč                                                | Judo              | pololehká váha |
| Stříbro | Michal Martikán                                            | Kanoistika        | C1 slalom      |
| Bronz   | Juraj Bača Richard Riszdorfer Michal Riszdorfer Erik Vlček | Kanoistika        | K4 1000 m      |
| Bronz   | Jozef Gönci                                                | Sportovní střelba |                |

## Seznam všech zúčastněných sportovců
| Číslo | Jméno               | Pohlaví | Věk | Sport                   |
| ----- | ------------------- | ------- | --- | ----------------------- |
| 1     | Jaroslav Žitňanský  | Muž     | 33  | Atletika                |
| 2     | Kazimír Verkin      | Muž     | 32  | Atletika                |
| 3     | Matej Tóth          | Muž     | 21  | Atletika                |
| 4     | Marcel Matanin      | Muž     | 30  | Atletika                |
| 5     | Zuzana Malíková     | Žena    | 21  | Atletika                |
| 6     | Peter Korčok        | Muž     | 29  | Atletika                |
| 7     | Miloslav Konopka    | Muž     | 25  | Atletika                |
| 8     | Mikuláš Konopka     | Muž     | 25  | Atletika                |
| 9     | Lucia Klocová       | Žena    | 20  | Atletika                |
| 10    | Libor Charfreitag   | Muž     | 26  | Atletika                |
| 11    | Marián Bokor        | Muž     | 27  | Atletika                |
| 12    | Miloš Bátovský      | Muž     | 25  | Atletika                |
| 13    | Zoltán Pálkovács    | Muž     | 23  | Judo                    |
| 14    | Jozef Krnáč         | Muž     | 26  | Judo                    |
| 15    | Zuzana Sekerová     | Žena    | 19  | Sportovní gymnastika    |
| 16    | Jozef Žabka         | Muž     | 29  | Cyklistika              |
| 17    | Janka Števková      | Žena    | 28  | Cyklistika              |
| 18    | Martin Riška        | Muž     | 29  | Cyklistika              |
| 19    | Martin Liška        | Muž     | 28  | Cyklistika              |
| 20    | Ján Lepka           | Muž     | 27  | Cyklistika              |
| 21    | Ľuboš Kondis        | Muž     | 28  | Cyklistika              |
| 22    | Matej Jurčo         | Muž     | 20  | Cyklistika              |
| 23    | Jaroslav Jeřábek    | Muž     | 33  | Cyklistika              |
| 24    | Peter Bazálik       | Muž     | 29  | Cyklistika              |
| 25    | Gabriela Stacherová | Žena    | 24  | Kanoistika (slalom)     |
| 26    | Ján Šajbidor        | Muž     | 21  | Kanoistika (slalom)     |
| 27    | Peter Paks          | Muž     | 37  | Kanoistika (rychlostní) |
| 28    | Marián Ostrčil      | Muž     | 23  | Kanoistika (rychlostní) |
| 29    | Marcela Erbanová    | Žena    | 26  | Kanoistika (rychlostní) |
| 30    | Róbert Erban        | Muž     | 32  | Kanoistika (rychlostní) |
| 31    | Martin Chorváth     | Muž     | 23  | Kanoistika (rychlostní) |
| 32    | Daniel Biksadský    | Muž     | 26  | Kanoistika (rychlostní) |
| 33    | Erik Vlček          | Muž     | 22  | Kanoistika (rychlostní) |
| 34    | Richard Riszdorfer  | Muž     | 23  | Kanoistika (rychlostní) |
| 35    | Michal Riszdorfer   | Muž     | 27  | Kanoistika (rychlostní) |
| 36    | Juraj Bača          | Muž     | 27  | Kanoistika (rychlostní) |
| 37    | Michal Martikán     | Muž     | 25  | Kanoistika (slalom)     |
| 38    | Elena Kaliská       | Žena    | 32  | Kanoistika (slalom)     |
| 39    | Peter Hochschorner  | Muž     | 24  | Kanoistika (slalom)     |
| 40    | Pavol Hochschorner  | Muž     | 24  | Kanoistika (slalom)     |
| 41    | Martin Lapoš        | Muž     | 24  | Jachting                |
| 42    | Martina Moravcová   | Žena    | 28  | Plavání                 |
| 43    | Ľuboš Križko        | Muž     | 25  | Plavání                 |
| 44    | Andrea Stranovská   | Žena    | 34  | Sportovní střelba       |
| 45    | Matěj Mészáros      | Muž     | 22  | Sportovní střelba       |
| 46    | Jozef Gönci         | Muž     | 30  | Sportovní střelba       |
| 47    | Katarína Havlíková  | Žena    | 23  | Synchronizované plavání |
| 48    | Veronika Feriancová | Žena    | 26  | Synchronizované plavání |
| 49    | Martina Suchá       | Žena    | 23  | Tenis                   |
| 50    | Ľubomíra Kurhajcová | Žena    | 20  | Tenis                   |
| 51    | Karol Kučera        | Muž     | 30  | Tenis                   |
| 52    | Janette Husárová    | Žena    | 30  | Tenis                   |
| 53    | Dominik Hrbatý      | Muž     | 26  | Tenis                   |
| 54    | Daniela Hantuchová  | Žena    | 21  | Tenis                   |
| 55    | Karol Beck          | Muž     | 22  | Tenis                   |
| 56    | Katarína Prokešová  | Žena    | 28  | Skoky na trampolíně     |
| 57    | Ľuboš Podstupka     | Muž     | 31  | Veslování               |
| 58    | Lukáš Babač         | Muž     | 19  | Veslování               |
| 59    | Martin Tešovič      | Muž     | 29  | Vzpírání                |
| 60    | Rudolf Lukáč        | Muž     | 34  | Vzpírání                |
| 61    | Miroslav Janíček    | Muž     | 30  | Vzpírání                |
| 62    | Petr Pecha          | Muž     | 28  | Zápas                   |
| 63    | Štefan Fernyák      | Muž     | 31  | Zápas                   |
| 64    | Attila Bátky        | Muž     | 31  | Zápas                   |